# Пинежский уезд
Пи́нежский уе́зд — административная единица в составе Вологодского наместничества, Архангельского наместничества и Архангельской губернии, существовавшая до 1927 года. Административный центр — Пинега.

## География
Пинежский уезд был расположен в центральной части Архангельской губернии. Граничил с Архангельским, Мезенским, Шенкурским, Холмогорским уездами и с Сольвычегодским уездом Вологодской губернии. Территория уезда от границ Вологодской губернии по системе реки Пинеги представляла низменную равнину; далее как по реке Пинеге, так и в бассейне реки Покшенги становилась холмистой и более сухой, к западной границе она снова понижалась, представляя всхолмленную равнину; от среднего течения Пинеги к северо-западу, к границе Архангельского уезда, простирались возвышенности, высшая точка которых известна под названием Красной горы, состоящей из красного песчаника; по правому берегу Пинеги, выше города Пинеги, простирались Пильи горы. Северная часть уезда по реке Кулой, была более ровная, имела общий склон к Белому морю, хотя по правому берегу верхней и средней части Кулоя располагались каменистые возвышенности, постепенно понижавшиеся и переходившие в болотистую, луговую равнину. Площадь уезда в конце XIX в. была равна 46,8 тыс. км².

## История
Пинежский уезд был образован во время административной реформы Екатерины II в 1780 году на территории бывшего Кеврольского уезда и части Двинского уезда, когда он был включён в состав Архангельской области Вологодского наместничества. В 1784 году Архангельская область была преобразована в самостоятельное Архангельское наместничество. 
В 1796 году Архангельское наместничество стало именоваться Архангельской губерний.
В 1924 году к Емецкому уезду была перечислена Верхнепаленьгская волость, а в состав Мезенского уезда были переданы Карьепольская и Совпольская (без деревни Кулой и села Кулой) волости Пинежского уезда.
В 1927 году уезд был упразднён, а его территория присоединена к Архангельскому уезду, который был упразднён в 1929 году вместе с Архангельской губернией. Территория бывшего Пинежского уезда отошла к Пинежскому и Карпогорскому районам Северного края.

## Административное деление
В 1913 году в состав уезда входило 10 волостей:
- Леуновская — д. Леуново;
- Михайловская — с. Чешегора;
- Никитинская — с. Карпогорское;
- Подборская — д. Подборы;
- Совпольская — д. Чижгорская;
- Сурско-Сергиевская — с. Сура;
- Тимошинская — с. Сульца;
- Труфаногорская — д. Труфанова-Гора;
- Юрольская — д. Юрола;
- Ярушевская — д. Явзора;

По данным на 1 января 1926 года уезд делился на 4 волости, которые в свою очередь делились на 22 сельсовета (с/с):
- Карпогорская волость. Центр — село Карпогоры. 6 с/с
- Пинежская волость. Центр — село Пинега. 7 с/с
- Сурская волость. Центр — село Сура. 5 с/с
- Труфаногорская волость. Центр — село Чакола. 4 с/с

## Демография
По данным переписи 1897 года в уезде проживало 28,8 тыс. чел. В том числе русские — 99,8 %. В городе Пинега проживало 994 чел.. В 1924 году в Пинежском уезде на площади 35752 кв. км проживало 36534 человека.

## Населённые пункты
Крупнейшие населённые пункты по переписи населения 1897 года, жит.:
- г. Пинега — 994;
- с. Шардонемское — 710;
- с. Нюхча — 655;
- с. Шетогорское — 548;
- с. Кушкопала — 529;
- с. Сульца — 518;
- с. Карпогорское — 492;